# Agathis griseifrons
Agathis griseifrons är en stekelart som beskrevs av Thomson 1895. Agathis griseifrons ingår i släktet Agathis och familjen bracksteklar. Arten är reproducerande i Sverige. Inga underarter finns listade i Catalogue of Life.